# Жељко Петровић (водич)
Жељко Петровић (Ваљево, 1987) српски је дипломирани географ и туристички водич, препознатљив по томе што туристичке туре по Београду води у народној ношњи.

## Биографија
Рођен је у Ваљеву 1987. године у породици, мајке Весне и оца Драгана, као друго дете у породици након сестре Јелене. Основну школу „Милован Глишић” и Ваљевску гимназију завршио је у родном граду. Географски факултет у Београду уписао је 2006. године, који дипломира септембра 2011. године. Исте године у мају након положених стручних испита за туристичког водича добија званичну државну лиценцу за вођење од тадашњег Министарства за економију и регионални развој Републике Србије.
Озбиљнијим путовањима почиње да се бави још на студијама, где као члан EGEA-а( европска асоцијација за географе и младе студенте) учествује на конгресима географа из целе Европе, у Румунији, Словенији и Немачкој. Убрзо је добио прва ангажовања на школским екскурзија по Србији и са ученицима и професорима из целе Србије обилази и показује разне културне и религијске знаменитости, као и природне лепоте разних делова наше земље, од Суботице до Врања и од Таре до Неготинске Крајине.

## Туристички водич
Од 2012. године се фокусира на обиласке Београда, прво као водич подземних места у Београду на српском, а затим и као водич на енглеском језику за госте из целог света, тако да је до краја 2018. године провео 2450 тура са око 47000 људи из преко 120 земаља света, где се по броју издвајају посете:
- 900 пута са групама на београдској тврђави и Kалемегдану, боемској четврти Скадарлији, старом Дорћолу и Косанчићевом венцу,
- око 300 пута одвео госте у Кућу цвећа и показао рушевине генералштаба,
- око 500 пута сам провео туре подземним Београдом са римским бунаром, војним бункерима, барутаном и старим лагумима у Карађорђевој улици
- око 150 пута правио друштво туристима и дочекивао јутра у познатим кафанама, клубовима и сплавовима
- око 150 пута прошао поред Скупштине, Ташмајдана, цркве Светог Марка, музеја Николе Тесле и храма Светог Саве,
- око 100 пута радио панорамске обиласке и туре бродом на Сави и Дунаву, прошетао госте у Земуну Главном улицом, дунавским кејом преко Великог трга ка Гардошу и на захтев гостију комбиновао различите атракције од поменутих у краће или дуже туре.

Поред обиласка Београда водио је стране и домаће госте по Нишу, Ваљеву, Златибору, Увцу, Тополи, Манасији, Ресавској пећини, Ђердапу, Новом Саду, Сремским Карловцима, фрушкогорским манастирима, Ђавољој Вароши, Kовачици, Суботици...
Као вођа пута био је и у Будимпешти, Варшави, Kракову, Риги, Виљнусу, Талину, Темишвару, Сибију, Брашову, Сигишоари, Закинтосу, Иосу, Неос Мармарасу. Од 2014. до 2016. године је имао прилику да нешим људима помогне у упознавању природних и културних лепота Тајланда, Камбоџе, Вијетнама и Малезије.
Посебан куриозитет је да је само у 2018. години био домаћин у обиласку Београда председику Аустрије, председници Литваније, потпредседнику Индије, врху белоруске полиције, првој дами Украјине.